# Chenghua
Chenghua (Pechino, 9 dicembre 1447 – Pechino, 9 settembre 1487) è stato imperatore della Cina dal 1464 al 1487, e fu l'ottavo della dinastia Ming.

## Biografia

### I primi anni
Nato col nome di Zhu Jianshen, era figlio dell'Imperatore Zhengtong. Aveva appena due anni quando, nel 1449, suo padre venne catturato dai mongoli Oirat e fatto prigioniero. Dopo di questo, suo zio, l'Imperatore Jingtai prese il potere in quanto Zhengtong venne tenuto prigioniero per i successivi sette anni. Durante questo periodo, Chenghua visse all'ombra dello zio e si vide togliere persino il titolo di principe ereditario che passò al figlio primogenito di Jingtai, titolo che riottenne alla morte dell'Imperatore Jingtai nel 1457.

### Il regno come Imperatore
Chenghua ascese al trono all'età di 16 anni. Durante la prima parte della sua amministrazione, Chenghua fece emergere una nuova politica di governo tesa a ridurre le tasse e a rafforzare l'immagine della dinastia Ming. Ad ogni modo, questo progetto non si attuò mai completamente, e negli ultimi anni del suo regno, gran parte degli affari di governo erano gestiti dai suoi eunuchi, tra i quali spiccava la figura di Wang Zhi. Le rivolte contadine vennero violentemente represse e questo non giovò alla nomea della dinastia. Il regno di Chenghua fu più autocratico di quello dei suoi predecessori e la libertà venne seriamente compromessa quando venne introdotta per la prima volta la censura di stato. Questo istituto (denominato "Xi Chang"), simile ad una moderna agenzia di spionaggio, aveva anche il compito di comminare pene a quanti fossero sospettati di tradimento.
Chenghua era inoltre sotto l'influenza della Nobile Consorte Gong Su, divenuta nota col nome di Lady Wan, una concubina imperiale che aveva il doppio dei suoi anni. Lady Wan fu più che altro una figura materna per il giovane Chenghua, ma dopo la sua ascesa al trono, divenne la consorte favorita al quale diede anche un figlio, che però morì poco dopo. La potente concubina soffrì tanto di questa perdita, al punto che obbligò le altre concubine incinta dell'Imperatore ad abortire a costo di avvelenarle con l'aiuto di una schiera di fedeli enuchi. L'unico dei figli di Chenghua sopravvissuto, l'Imperatore lo vedrà solo nel 1475, dal momento che questi venne salvato e allevato in segreto (divenendo poi imperatore).
Chenghua morì nel 1487 dopo 23 anni di governo e venne sepolto a Maoling (茂陵)。